# Relations entre le Suriname et l'Union européenne
Les relations entre le Suriname et l’Union européenne sont à la fois bilatérales et régionales, avec la Communauté d'États latino-américains et caraïbes et la Communauté caribéenne. De plus, le Suriname fait partie des pays ACP. Le pays a par ailleurs été associé à la CEE du 1er septembre 1962 à son indépendance, en tant que Pays et territoire d'outre-mer (PTOM).

## Aide au développement
Les relations bilatérales se focalisent sur l'amélioration des infrastructures de transports, le secteur du riz et de la banane, le secteur privé, la gestion de l’environnement et la bonne gouvernance.

## Sources

## Compléments